# With Arms Wide Open
"With Arms Wide Open" é uma canção composta pela banda Creed, destacada no álbum Human Clay. Scott Stapp compôs a letra quando ele descobriu que iria ser pai. Seu filho viria a ganhar o nome "Jagger". "With Arms Wide Open" alcançou a primeira posição no Billboard Hot Mainstream Rock Tracks por quatro semanas em julho de 2000. Um mês depois, a canção ficou presente no Billboard Top 40 Mainstream. Em setembro daquele ano, foi anunciado que o Creed lançaria uma edição limitada do single "With Arms Wide Open", com parte dos lucros beneficiando a fundação Wide Arms Wide Open, de Scott Stapp, para "promover as relações saudáveis e amorosas entre as crianças e suas famílias". Em outubro, a canção chegou entre as 10 melhores e chegou ao topo da Billboard Adult Top 40 por oito semanas. Finalmente, a canção chegou à primeira posição no Billboard Hot 100 na semana de 11 de novembro de 2000. O videoclipe da canção também alcançou o primeiro lugar da VH1. Em fevereiro de 2001, Scott Stapp e Mark Tremonti ganharam o Prêmio Grammy de Melhor Canção de Rock e a banda foi indicada para o Prêmio Grammy de Melhor Interpretação de uma Dupla ou Grupo de Rock com Vocalista e sendo vencedora do Grammy de melhor canção .
A canção está na quarta posição na 25 Greatest Power Ballads da VH1.

## Lista de faixas
CD single – Reino Unido
1. "With Arms Wide Open" (New Version) – 3:42
2. "With Arms Wide Open" (Strings Version) – 3:55
3. "With Arms Wide Open" (Acoustic Version) – 3:55
4. "With Arms Wide Open" – 4:26
5. "With Arms Wide Open" (Strings Version – Video)

7" polegadas – Reino Unido
1. "With Arms Wide Open" (New Version) – 3:42
2. "With Arms Wide Open" (Acoustic Version) – 3:55

 
|
CD single – Europa
1. "With Arms Wide Open" (New Version) – 3:42
2. "With Arms Wide Open" (Strings Version) – 3:55

CD single – Austrália e Nova Zelândia
1. "With Arms Wide Open" (New Version) – 3:42
2. "Wash Away Those Years" – 6:04
3. "One" – 5:02
4. "With Arms Wide Open" (Strings Version) – 3:55
5. "With Arms Wide Open" (Video)

## Paradas e posições
| País/Parada (2000–2001)                            | Melhor posição |
| -------------------------------------------------- | -------------- |
| Alemanha (Offizielle Deutsche Charts)              | 42             |
| Austrália (ARIA)                                   | 4              |
| Áustria (Ö3 Austria Top 75)                        | 15             |
| Canadá (RPM Top Singles)                           | 2              |
| Canadá (RPM Adult Contemporary)                    | 33             |
| Canadá (RPM Rock/Alternative)                      | 1              |
| Escócia (Scottish Singles Chart)                   | 17             |
| Estados Unidos (Billboard Hot 100)                 | 1              |
| Estados Unidos (Billboard Adult Alternative Songs) | 6              |
| Estados Unidos (Billboard Adult Contemporary)      | 29             |
| Estados Unidos (Billboard Adult Top 40)            | 1              |
| Estados Unidos (Billboard Alternative Airplay)     | 2              |
| Estados Unidos (Billboard Mainstream Rock)         | 1              |
| Estados Unidos (Billboard Mainstream Top 40)       | 1              |
| Europa (Eurochart Hot 100)                         | 47             |
| Islândia (Íslenski Listinn Topp 40)                | 2              |
| Irlanda (IRMA)                                     | 40             |
| Nova Zelândia (Recorded Music NZ)                  | 10             |
| Noruega (VG-lista)                                 | 6              |
| Países Baixos (Dutch Top 40)                       | 12             |
| Países Baixos (Single Top 100)                     | 75             |
| Portugal (AFP)                                     | 10             |
| Suíça (Schweizer Hitparade)                        | 70             |
| Reino Unido (UK Singles Chart)                     | 13             |
| Reino Unido (OCC UK Rock and Metal)                | 1              |